# Brian Ihnacak
Brian Ihnacak (* 10. dubna 1985 v Torontu) je kanadský hokejový útočník s italským pasem a československými kořeny. V zahraničí působil v USA, Norsku, Česku, ve Švédsku a na Slovensku. Aktuálně[kdy?] působí v týmu HC ’05 iClinic Banská Bystrica.

## Jednotlivé sezony
- 2001–02 St. Michael's Buzzers (OPJHL)
- 2002–03 St. Michael's Buzzers (OPJHL)
- 2003–04 Brownova univerzita (NCAA)
- 2004–05 Brownova univerzita (NCAA)
- 2005–06 Brownova univerzita (NCAA)
- 2006–07 Brownova univerzita (NCAA)
- 2007–08 MHK SkiPark Kežmarok (SVK – extraliga)
- 2008–09 Augusta Lynx (ECHL), Elmira Jackals (ECHL)
- 2009–10 MHK SkiPark Kežmarok (SVK – 1. liga), HKm Zvolen (SVK – extraliga), HK Poprad (SVK – extraliga)
- 2010–11 Mississippi Riverkings (CHL), Texas Brahmas (CHL), Allen Americans (CHL)
- 2011–12 HC Pontebba (Serie A)
- 2012–13 HC Valpellice (Serie A)
- 2013–14 HC Valpellice (Serie A), Malmö Redhawks (HockeyAllsvenskan)
- 2014–15 Vålerenga Ishockey (GET-ligaen)
- 2015–16 Mountfield HK (ELH)
- 2016–17 HC Sparta Praha (ELH)
- 2017–18 HC Verva Litvínov (ELH), EHC Olten Švýcarská 2. liga
- 2018–19 HC Dynamo Pardubice (ELH)

## Reprezentační kariéra
- 2013 – Itálie